# Image (film, 2014)
Pour les articles homonymes, voir Image (homonymie).
Image est un film belge d'Adil El Arbi et de Bilall Fallah sorti en 2014.

## Fiche technique
- Réalisation : Adil El Arbi et Bilall Fallah
- Scénario : Adil El Arbi et Bilall Fallah
- Directeur de la photo : Robrecht Heyvaert
- Date de sortie : 
  - Belgique : 5 novembre 2014

## Distribution
- Geert Van Rampelberg :
- Gene Bervoets : Herman
- Fabrice Boutique : Kader
- Laura Verlinden : Eva Hendrickx
- Wouter Hendrickx :
- Sanâa Alaoui : Mina Sebti
- Nabil Mallat : Lahbib Faraji
- Charlotte Anne Bongaerts : Sarah
- Yassine Fadel : Picture Appearance
- Manou Kersting :
- Charley Pasteleurs : journaliste
- Jeroen Van der Ven : Mitch
- Stijn Van Opstal :
- Mounir Ait Hamou :
- Davide Di Natale : flic pêchu